# Guillaume-Ernest de Saxe-Weimar
Guillaume-Ernest (30 novembre 1662, Blankenhain – 26 août 1728, Weimar) est duc de Saxe-Weimar de 1683 à sa mort.

## Biographie
Fils aîné du duc Jean-Ernest II de Saxe-Weimar et de Christine-Élisabeth de Schleswig-Holstein-Sonderbourg-Franzhagen, Guillaume-Ernest succède à son père à sa mort. Il règne conjointement avec son frère Jean-Ernest III jusqu'en 1707 (celui-ci est un ivrogne qui laisse son frère régner à sa guise), puis avec le fils de celui-ci, Ernest-Auguste, jusqu'à sa mort.
Afin d'assurer plus fortement son pouvoir, Guillaume-Ernest épouse le 2 novembre 1683 Charlotte-Marie de Saxe-Iéna (20 décembre 1669 – 6 janvier 1703), fille de son oncle Bernard de Saxe-Iéna. Il assure la régence du duché de Saxe-Iéna de 1686 à 1690 au nom de son cousin et beau-frère Jean-Guillaume. Celui-ci meurt en 1690 sans héritier, et la Saxe-Iéna est partagée entre Guillaume-Ernest et Jean-Georges II de Saxe-Eisenach. Cependant Guillaume-Ernest se doit de gouverner conjointement avec son neveu Ernest-Auguste Ier de Saxe-Weimar mais confisque l'exercice du pouvoir à son profit. Guillaume-Ernest est un luthérien, tout comme Johann Sebastian Bach qu'il nomme organiste de la chapelle de Weimar. 
En 1716, Ernest-Auguste épouse Éléonore-Wilhelmine d'Anhalt-Köthen. À cette occasion, Bach rencontre le prince Léopold d'Anhalt-Köthen, frère de la mariée et musicien passionné.
Lorsque Johann Samuel Drese meurt en 1716, Jean-Sébastien Bach sollicite le poste de maître de chapelle, mais Guillaume préfère nommer le fils de Drese, que Bach considère incompétent. Celui-ci, furieux, demande sa démission. Le duc l'emprisonne alors pendant un mois. Il passera alors au service du prince Léopold d'Anhalt-Köthen, beau-frère du coduc et mélomane passionné.
Le 23 août 1690, Guillaume et Charlotte-Marie divorcent après sept ans de mariage durant lesquels ils n'ont pas eu d'enfants. Guillaume ne se remarie pas et meurt sans enfants. Son neveu Ernest-Auguste lui succède.